# Preussweber
Der Preussweber (Ploceus preussi, Syn.: Symplectes preussi) zählt innerhalb der Familie der Webervögel (Ploceidae) zur Gattung der Ammerweber (Ploceus).
Der lateinische Artzusatz bezieht sich auf den deutschen Botaniker Paul Preuß (1861–1926).
Der Vogel kommt in Subsahara-Afrika vor: in Ghana und Kamerun, aber auch in Äquatorialguinea, in der Demokratischen Republik Kongo, der Elfenbeinküste, in Gabun, Guinea, Liberia, der Republik Kongo, in Sierra Leone und der Zentralafrikanische Republik.
Das Verbreitungsgebiet umfasst immergrünen Primär- und Sekundärwald oberhalb von 1000 m Höhe.

## Merkmale
Die Art ist 14 cm groß und wiegt etwa 31 g. Das Männchen ist im Brutkleid leuchtend gelb mit schwarzen, leicht grau gestreiften Flügeldecken und einer schwarzen Maske bis Kinn und Kehle. Der Schnabel ist grau, die Iris ist rötlich. Stirn und Scheitel sind orange-braun. Im Unterschied zum sehr ähnlichen Braunkappenweber (Ploceus insignis) geht die Stirnfärbung allmählich in das Gelb des Nackens über, auch ist der Brustfleck kastanienbraun. Gegenüber dem Gelbkappenweber (Ploceus dorsomaculatus) ist der Bürzel gelb. Das Weibchen hat eine schwarze Maske und ein schwarzes Stirnband, der übrige Scheitel ist gelb.
Jungvögel haben einen blassen Schnabel und einen gelb-olivfarbenen Kopf.
Die Art ist monotypisch.

## Stimme
Der Gesang des Männchens nicht dokumentiert, der Ruf ist ein scharfes, wiederholtes „chwep“.

## Lebensweise
Die Nahrung besteht hauptsächlich aus Insekten.
Die Brutzeit liegt im November in Liberia, im August in Kamerun und zwischen März und August sowie im Dezember in der  Demokratischen Republik Kongo.
Preussweber sind monogam und brüten einzeln, die Nestlinge werden von beiden Elternvögeln versorgt.

## Gefährdungssituation
Der Bestand gilt als nicht gefährdet (Least Concern).
gefährdet (Vulnerable).